# إيجل هوفلاند
إيجل هوفلاند (بالنرويجية البوكمول: Egil Hovland)‏ هو موزع وملحن وموسيقي نرويجي، ولد في 18 أكتوبر 1924 في ميسن في النرويج، وتوفي في 5 فبراير 2013 في فريدريكستاد في النرويج.

## وصلات خارجية
- إيجل هوفلاند على موقع ميوزك برينز (الإنجليزية)
- إيجل هوفلاند على موقع ديسكوغز (الإنجليزية)